# Cerberus Dorsa
I Cerberus Dorsa sono una struttura geologica della superficie di Marte.